# Andrés Martínez
Pour les articles homonymes, voir Andrés Martinez (homonymie) et Martínez.
Martínez  Montero est un nom espagnol. Le premier nom de famille, en général paternel, est Martínez ; le second, en général maternel, souvent omis, est Montero.
Carlos Andrés Martínez Montero, né le 7 août 1988 à Sogamoso, est un coureur cycliste colombien.